# كانون 450 دي
كانون 450 دي (بالإنجليزية: Canon EOS 450D)‏ وفي اليابان EOS Kiss X2 وفي امريكياEOS Rebel XSi هي كاميرا احترافية 12.2 ميجا بيكسل من إنتاج شركة كانون وقد طرحت في السوق في صيف 2008